# طاهر الفتياني
طاهر الفتياني (1910-1971) صحافي وسياسي ومعلِّم من مواليد مدينة القدس، ترجع أصول عائلته إلى مكة المكرمة ولها فروع في مكة وغزة وفي نابلس، درس طاهر في الجامعة الأمريكية ببيروت، ثمّ انتقل إلى الجامعة الأمريكية في القاهرة وتخرج منها، عمل في الصحافة في جريدة الجامعة العربية مع مؤسسها ورئيس تحريرها منيف الحسيني، وكان طاهر مديراً للقسم الداخلي في الجريدة.

## حياته
ولد طاهر عبد الحميد الفتياني في مدينة القدس، سكنَ هو وعائلته التي تضم إخوته وعائلاتهم في المدرسة العثمانية داخل البلدة القديمة في الطوق المحيط بالمسجد الأقصى المبارك. انتقل طاهر بعد إغلاق الإنحليز جريدة الجامعة العربية سنة 1936، إلى العراق للتدريس في مدارس بغداد. عمل مع المفتي وبقية المناضلين الفلسطينيين، الذين تجمعوا فيها بعد خروجهم من سورية ولبنان مع بدايات الحرب العالمية الثانية، وقد دعم المفتي وجماعته الحكومة الوطنية التي شكّلها رشيد عالي الكيلاني ودعمها العقداء الأربعة، وتحالفت مع ألمانيا النّازية على أمل التخلص من هيمنة الإنجليز.
انتقل الفتياني مع مصطفى الوكيل وموسى الحسيني إلى الموصل لنصب إذاعة جديدة هناك. وقد اصطدمت هذه الحكومة في بداية أياّر 1941 مع القوات الإنجليزية وما عرف عنها بثورة أيار. تزوج طاهر من إبنة عمه عدلة صادق الفتياني عام 1942، وأنجب منها في أوائل 1943 طفلة سمياها مفتية، ثمّ أنجب لاحقاً إبنه الوحيد عبد الحميد. وبعد عودته إلى فلسطين عمل في هيئة التدريس في المدرسة الإبراهيمية مدرساً للّغة الإنجليزية.
غادر طاهر فلسطين بعد النكبة إلى مصر، فعمل مع الحاج أمين الحسيني في الهيئة العربية العليا مدةً من الزمن، ثم إختلف معه حول قضايا سياسية، فانتقل إلى العمل ملحقاً ثقافياً في السفارة الباكستانية في القاهرة، وتوفي ودفن سنة 1971 في القاهرة.

## حياته السياسية
انتمى الفتياني سياسياً إلى جبهة المجلسين أنصار الحاج أمين الحسيني. وشارك الفتياني في الإجتماع الذي عقد في منزل موسى كاظم باشا الحسيني بالقدس بعد تظاهرة القدس التي جرت في 13 أيلول 1933، وقد تقرر فيه أن تكون التظاهرة الثانية في يافا. وحين انهزمت الحكومة الوطنية ممثلة بالقوات العراقية النظامية والشعبية أمام القوات البريطانية، وعقدت هدنة بين الطرفين في 30 أيار 1941، إضطر المفتي أمين الحسيني ورشيد عالي الكيلاني والعقداء الأربعة للهروب من بغداد، وقد غادر من الموصل إلى سوريا ومنها عاد إلى فلسطين.

## مؤلفاته
صدر له كتب ومؤلفات منها:
- أوراق فلسطينية: يوميات طاهر عبد الحميد الفتياني، صدرت عن مؤسسة الدراسات الفلسطينية.
- إضاءات على الحياة والمجتمع العربي في القدس خلال الحرب العالمية الثانية، صدرت عن مؤسسة الدراسات الفلسطينية.